# Seongan-dong, Cheongju
Seongan-dong (koreanska: 성안동) är en stadsdel i stadsdistriktet Sangdang-gu i staden Cheongju i Sydkorea. Den ligger i provinsen Norra Chungcheong, i den centrala delen av landet, 110 km söder om huvudstaden Seoul.
Provinsadministrationen för Norra Chungcheong har sitt säte i Seongan-dong.